# Медреса
Медреса (арап. مدرسة) значи дословно „место подучавања“, „школа“. У ужем смислу, појам означава врсту исламске високе школе.
Медресе су у почетку настајале „побожним задужбинама“. Дародавац је имао право у школи насталој од његове задужбине одређивати укупан наставни програм, број ученика као и учитеља. Са медресом је настала једна исламска институција чији је изглед био одређен обједињавањем дворанама за молитву, учионицама, библиотеком и интернатом за студенте, а могле су имати духовни али и световни карактер. Библиотека је садржала, поред религиозне литературе, и текстове из подручја математике, медицине, граматике, астрономије, географије и филозофије.
Најстарије медресе су имале изражено приватни карактер. Често је део стана дародавца служио као место подучавања. Развојем институције, медреса ускоро постаје саставни дио џамије, или се гради у њеној непосредној близини. Оснивањем медресе ал-Низамија (1066) у Багдаду у време селџучког везира Низам ал-Мулка (1018—1092) систем медреса досеже свој први врхунац и постаје путоказ за оснивање других, од државе финансираних школа. У медреси ал-Мустансирија (основаној 1234) било је дозвољено подучавање различитих праваца исламског веровања.
Као расадник арапске науке (медицине, астрономије, математике) биле су у средњем веку медресе у Кордоби, Толеду, Сикакузи, Дамаску, Медини,
Самарканду и Бухари. Медреса је у Турској, по већим градовима (на Балкану у Скопљу и Сарајеву), била културни центар и, одакле су излазили касније улеме. Медреса се налазила обично уз џамије (уједно школа и интернат), а подизана је као задужбина (вакуф). Главни наставни предмет био је арапски језик, ислам, теологија, и шеријатско право, а настава је трајала 9 до 12 година. Највиши углед у муслиманском свету ужива у новије време медреса уз џамију Ал-Азхари у Каиру и медреса у Тунису.

## Дефиниција

### Етимологија
Реч madrasah потиче од трисугласничког семитског корена د-ر-س Д-Р-С „учити, проучавати”, користећи wazn (морфолошки облик или образац) مفعل (ةمفعل(ة); mafʻal(ah), што значи „место где се нешто ради”. Дакле, медреса дословно значи „место где се одвија учење и студирање” или „место студирања”. Реч је такође присутна као позајмљена реч са истим општим значењем у многим језицима под утицајем арапског језика, као што су: урду, бенгалски, пашту, балучи, персијски, турски, азербејџански, курдски, индонежански, сомалијски и бошњачки језик.

### Арапско значење
У арапском језику, реч مدرسة madrasah једноставно значи исто што и школа на енглеском језику, било да је то приватна, јавна или парохијална школа, као и за било коју основну или средњу школу било да је то муслиманска, немуслиманска или секуларна. За разлику од употребе речи школа у британском енглеском, реч медреса више подсећа на појам школа у америчком енглеском, јер се може односити на школу универзитетског или постдипломског нивоа, као и на основну или средњу школу. На пример, у Османском царству током раног модерног периода медресе су имале ниже школе и специјализоване школе у којима су ученици постајали познати као danişmends. У средњовековној употреби, међутим, термин медресе обично је био специфичан за високошколске установе, које су углавном подучавале исламско право, а повремено и друге предмете, за разлику од основних школа или дечијих школа, које су обично биле познате као кутаб или мактаб. Међутим, уобичајена модерна арапска реч за универзитет је جامعة (jāmiʻah). Хебрејски когнат мидраша такође конотира значење места учења; сродни израз мидраш дословно се односи на студирање или учење, али је стекао мистичне и религиозне конотације.

### Значење и употреба у енглеском
У енглеском, термин madrasah или „медреса” обично има ужи смисао исламске институције учења. Историчари и други научници такође примењују овај термин у контексту историјских медреса, институција широм муслиманског света, другим речима колеџа где је исламски закон био предаван заједно са другим секундарним предметима. Ове институције су типично биле смештене у посебно дизајнираним зградама које су првенствено биле намењене овој сврси. Сматра се да су такве институције настале или се барем прошириле из региона Ирана у 11. веку под везиром Низам ал-Мулком, а потом су се прошириле на остале области исламског света.